# Thalassomya longipes
Thalassomya longipes är en tvåvingeart som först beskrevs av Johnson 1924.  Thalassomya longipes ingår i släktet Thalassomya och familjen fjädermyggor. Inga underarter finns listade i Catalogue of Life.